# Leaders of the Free World
Leaders of the Free World je třetí studiové album anglické skupiny Elbow. Vydáno bylo 12. září 2005 společností V2 Records a produkovali jej členové kapely Elbow. Základní verze alba obsahuje jedenáct písní. Na japonské vydání byly přidány dvě další „McGreggor“ a „The Good Day“ – obě původně vyšly jako B-strany singlu – „Forget Myself“. Obal alba byl inspirován obalem desky A Trick of the Tail od kapely Genesis.

## Seznam skladeb
Autory veškeré hudby jsou členové kapely Elbow, texty napsal sám Guy Garvey.
1. Station Approach – 4:22
2. Picky Bugger – 3:07
3. McGreggor – 2:49 (pouze na japonském vydání)
4. Forget Myself – 5:22
5. The Stops – 5:03
6. Leaders of the Free World – 6:11
7. An Imagined Affair – 4:43
8. Mexican Standoff – 4:01
9. The Everthere – 4:13
10. The Good Day – 3:41 (pouze na japonském vydání)
11. My Very Best – 5:33
12. Great Expectations – 5:05
13. Puncture Repair – 1:48